# Hardware: Programado para matar
Hardware, conocida en España como Hardware: Programado para matar ; es la adaptación a la gran pantalla del cómic SHOK! creado por el guionista Steve McManus y el dibujante Kevin O'Neill en 1990. Se trata de una de las piezas más respetadas del cine de ciencia ficción de culto. Aunque en términos de presupuesto puede ser calificada como de serie B, destaca sobre producciones similares por su originalidad, poderío visual e intensidad narrativa.

## Argumento
Nos encontramos en la Norteamérica de mediados del siglo XXI. El planeta ha sufrido un colapso ecológico y social. Los pocos seres humanos que consiguen sobrevivir a la contaminación radiactiva y la guerra se apiñan en caóticos núcleos urbanos buscando una sombra de la antigua civilización, de la que sólo quedan despojos.
Moses (Dylan McDermott) es un explorador que vuelve a la ciudad tras una larga temporada en la Zona Radiactiva. Al llegar, adquiere a un comerciante los destrozados restos de un robot como regalo para su chica, Jill (Stacey Travis), que se gana la vida como escultora vanguardista. Pero tras el feliz reencuentro Moses comienza a descubrir una serie de hechos siniestros relacionados con el montón de chatarra mecánica que Jill, en su afán creativo, ha empezado a restaurar.

## Otros datos
Se trata de la primera incursión en cine de Richard Stanley, veterano creador de videoclips para grupos como Public Image Limited y Fields of the Nephilim.
La cinta explota algunos tópicos del género cyberpunk, nutriéndose parcialmente de filmes como Blade Runner o The Terminator. Sin embargo, rompe el cliché "robot-mata-humanos" añadiendo una exótica amalgama de otros géneros y tendencias: drama, western, terror, heavy-metal y música industrial son sólo algunos de ellos. Los personajes tienen una fuerza sorprendente, y la lluvia de ultraviolencia mecánica que sobre ellos se desata tiene su justa contrapartida en inquietantes escenas de suspense y sarcásticos retratos de decadencia urbana. En suma, una digna adaptación (muchos dirían 'mejora') del cómic original.
La banda sonora está compuesta por abrasivos temas de hard rock, industrial y after-punk, a cargo de bandas como Ministry, Motörhead y Public Image Limited, que contribuyen a intensificar la urgencia posapocalíptica que destila el filme. Como curiosidad, existen multitud de guiños y cameos. Algunos ejemplos: el cantante Iggy Pop presta su voz a Bob el Rabioso, locutor de la emisora de radio más canalla de la ciudad; Lemmy Kilmister interpreta el papel del taxista que lleva en su lancha a Moses y a Shades al centro de la ciudad. Durante el trayecto pone en su radio el tema Ace of Spades de Motörhead, su propio grupo. Por su parte, Carl McCoy (vocalista de Fields of the Nephilim), interpreta al nómada que recoge los restos del robot al comienzo de la película.